# Ferreolo di Limoges
Ferreolo di Limoges (... – 591/597) è stato un vescovo e santo franco.
La sua memoria liturgica cade il 18 settembre.

## Storia
Poche sono le notizie su san Ferreolo. Già vescovo di Limoges, riuscì a calmare i furori popolari contro le esazioni dei re merovingi. Riuscì a far ricostruire la chiesa di San Martino, che era andata distrutta da un incendio, a Brive-la-Gaillarde. Prese parte al secondo concilio di Mâcon (585), ove tra l'altro, si raccomandò il ripristino del riposo domenicale, che era  de facto non più rispettato, la protezione dei deboli e la disciplina ecclesiastica.
Ferreolo presiedette alle esequie di sant'Aredio di Limoges nel 591.

## Memoria nell'arte
Nel dipinto della chiesa parrocchiale di Nexon Decapitazione di San Giovanni Battista, opera di Aymeric Chrétien, si può vedere rappresentata la testa di san Ferreolo.